# 오타카르 2세
오타카르 2세(체코어: Přemysl Otakar II., 1233년경 ~ 1278년 8월 26일)는 1253년부터 1278년까지 보헤미아 왕국을 통치한 프르셰미슬 왕조의 제3대 국왕이며, 일명 '철과 황금의 왕'으로도 불린다. 그는 1247년부터는 모라바 변경백을, 1251년부터는 오스트리아 공작을, 1260년부터는 슈타이어마르크 공작을, 1269년부터는 케른텐과 크라인 공작 작위를 겸했다.
그의 부친은 보헤미아 국왕이었던 바츨라프 1세였고, 모친은 신성로마황제였던 필리프의 딸인 호엔슈타우펜의 쿠니군데였는데, 그녀는 이름에서 알수 있듯이 1268년 시칠리아 국왕 콘라딘이 사망한 이후 남성 직계가 단절되었던 호엔슈타우펜가의 신성로마황제들과 친척 관계였다. 따라서 오타카르 2세에게는 체코인의 혈통뿐만 아니라 독일인의 혈통 또한 흐르고 있었다.
오타카르 2세의 통치 하에서, 프르셰미슬 왕조의 보헤미아 왕국은 제후국들 가운데 가장 강력한 세력으로 떠올랐다. 야심만만했던 그는 이러한 기반을 통해서 당시 공석이었던 신성로마제국의 황제위를 차지하려 시도했지만, 여러 독일 제후들과 교황의 견제로 번번히 실패하던 와중에 결정적으로 합스부르크가의 루돌프 1세가 즉위하면서 완전히 좌절되었다. 이후에도 기회를 노리던 오타카르 2세는 그를 완전히 제거하려는 루돌프 1세 및 기타 제후 연합군들과 마르히펠트에서 격돌했고, 그곳에서 전사하였다.

## 생애

### 즉위
보헤미아의 국왕인 바츨라프 1세의 둘째 아들로 태어났다. 바츨라프 1세에게는 본래 장남이자 차기 왕위 계승자였던 블라디슬라프(Vladislav)가 있었기에, 차남인 오타카르를 교회 행정관으로 키웠다.
1248년, 보헤미아 대귀족이자 대법관인 크티보르를 포함하여 불만을 품은 몇몇 귀족들이 그를 유혹하여 아버지였던 바츨라프 1세에 대항하는 반란을 일으켰다. 오타카르는 그해 7월 31일에 자신을 '젊은 왕(체코어: mladší král)'로 칭하면서, 바츨라프 1세를 축출하고 수도 프라하를 장악했다. 바츨라프 1세는 자신을 추종하는 병사들을 끌어모은 뒤 프라하를 되찾으려 했지만 실패로 돌아가자 보헤미아 북서쪽으로 후퇴한 뒤 교황 인노첸시오 4세와 독일왕 콘라트 4세에게 도움을 요청했다. 그러나 구원은 제때 오지 않았고, 오타카르 2세는 1248년 가을 아버지를 마이센으로 밀어내고 보헤미아 전역을 장악한 뒤 자신을 보헤미아 국왕으로 칭했다.
이후 콘라트 4세와 비텔스바흐가의 바이에른 공작 오토 2세의 지원을 받은 바츨라프 1세는 반격을 개시, 반란군을 격파하고 프라하를 압박했다. 이에 오타카르는 협상을 시도하여 보헤미아 왕국을 부친과 양분하겠다고 제안했다. 하지만 아들의 반역에 크게 분노한 바츨라프 1세는 이를 거부했다. 1249년, 바츨라프 1세는 본군을 이끌고 리토메르지체로 진군한 뒤 프라하를 향해 진군했다. 때마침 교황이 오타카르를 파문시킨 것도 그에게는 호재였다. 그해 8월 5일, 바츨라프 1세는 일부 주민이 성문을 열어준 덕분에 프라하에 입성했다. 오타카르 2세는 프라하성으로 피신했지만, 결국 '젊은 왕'이라는 칭호를 포기하고 부친에게 항복했다. 그해 9월, 바츨라프 1세는 오타카르 2세와 반란 당시 오타카르 2세를 지원했던 자들을 티르조프 성에 초대한 뒤, 그들이 도착하자마자 모조리 체포해 감옥에 가두었고 특히 오타카르는 프르짐다(Přimda) 성에 유폐시켰다.
한편 1246년, 라이타강 전투에서 프리드리히 2세가 전사하면서 바벤베르크가가 단절되고 오스트리아 공작위가 공석이 되었다. 바츨라프 1세는 장남이었던 블라디스와프를 오스트리아 공작부인인 게르트루데(Gertrude)와 결혼시켜 오스트리아 공국을 차지하려 시도했지만, 블라디스와프가 이듬해에 급작스럽게 사망하면서 이는 무산되었다. 1248년, 게르트루데는 바덴의 체링겐 후작인 헤르만 6세와 결혼하였다. 그러나 헤르만 6세는 오스트리아 귀족들과 반목했기 때문에 그곳을 제대로 통치할 수 없었고, 1250년에 25세의 나이로 급사했다. 그러자 바츨라프 1세는 다시 한번 오스트리아 공국을 차지하려는 야심을 품게 되었다. 그렇지만 남은 왕위 계승자라고는 감금되어 있던 오타카르밖에 없었기에, 그는 아들과 극적으로 화해했다. 바츨라프 1세는 1251년에 오타카르를 석방한 뒤 모라비아의 변경백으로 임명했다.
당시 비텔스바흐가 바이에른 공작 오토 2세와 헝가리-크로아티아 국왕 벨러 4세가 서로 동맹을 맺은 뒤, 오스트리아 및 슈타이어마르크 지역을 놓고 보헤미아 왕국과 치열한 경쟁을 벌이고 있었다. 대부분의 현지 귀족들은 바이에른과 헝가리 대신에 보헤미아에게 복종하기로 마음먹고, 오타카르를 오스트리아와 슈타이어마르크의 공작으로 추대했다. 이에 따라 오타카르는 1252년 2월 11일, 하인부르크안데어도나우(Hainburg an der Donau)에서 프리드리히 2세의 언니였던 마르가레테(Margarete)와 결혼하여 자신의 지위를 확고히 하고자 했다.
1253년 9월 17일, 오타카르 2세는 크렘스안데어도나우에서 교황 특사 벨라스코의 설득을 받아들여 홀란트 백작 빌럼 2세를 독일왕으로 받들었다. 이후 크라쿠프 주교 파벨의 도움을 받아 볼레스와프 5세가 보헤미아 포로들을 돌려주게 하고 오스트리아에서 피해 복구에 전념하는 등 분주하게 움직이던 그는 아버지가 그 해 9월 22일에 갑작스럽게 사망했다는 소식을 접하자 보헤미아로 이동해 한 달만에 도착했고 보헤미아 귀족들로부터 국왕으로 선출되었다. 그 후 1254년 5월 3일 포조니에서 벨러 4세와 평화 협약을 체결했다. 오타카르 2세는 슈타이어마르크 남부를 헝가리에 양도하는 대신에, 벨러 4세로부터 보헤미아가 오스트리아와 슈타이어마르크 북부를 통치하는 것을 수락받았다.
1253년, 바츨라프 1세가 사망하자 오타카르는 보헤미아의 국왕이 되었다.

### 제국 건설

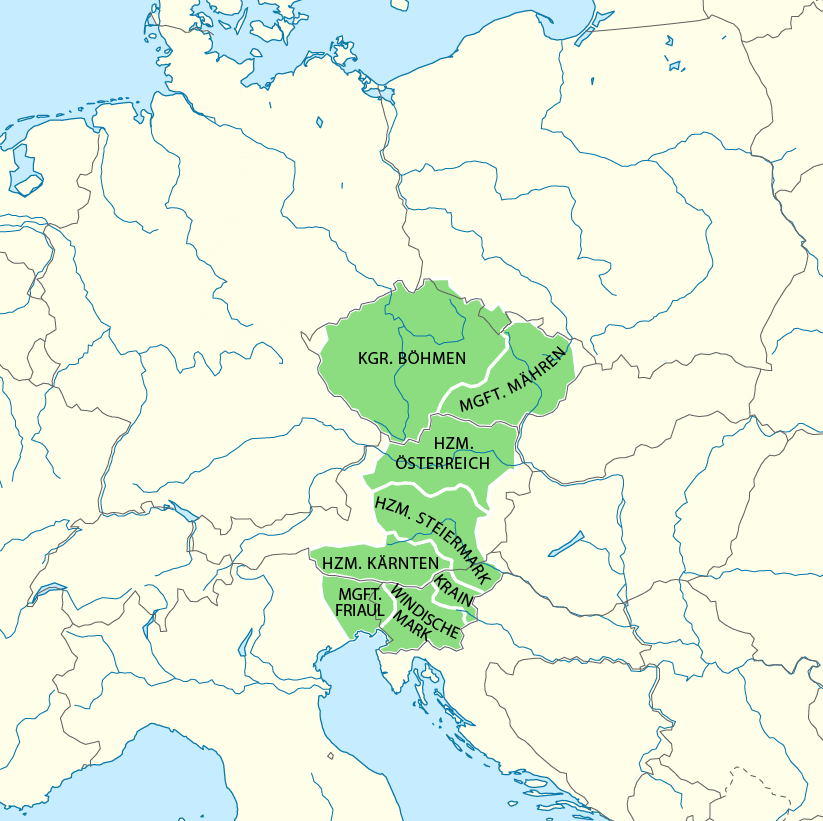
정점에 달했을 때, 오타카르 2세 치하의 보헤미아 왕국은 북쪽으로는 수데티산맥에서 남쪽으로는 아드리아해까지 이르렀다.

상술했듯이, 오타카르 2세는 이미 모라바 변경백국, 오스트리아 공국과 슈타이어마르크 공국을 자신의 영지에 추가해놓은 상태였고, 보헤미아 국왕에 즉위한 이후에는 외부로의 확장에 적극적으로 나서기 시작했다.
특히 그는 이교도였던 프루센인들을 상대로 프로이센의 십자군 원정을 지원하여 여러 도시들을 점령했다. 이에 1255년에 튜튼 기사단은 오타카르 2세의 업적을 기념하고자 쾨니히스베르크(현재 러시아 칼리닌그라드)라는 이름의 도시를 새로이 세웠다.
몇 년간은 헝가리와의 갈등이 계속되었지만, 오타카르 2세는 1260년 7월 크레센브룬 전투에서 헝가리 군대를 물리치고 벨러 4세로부터 슈타이어마르크를 완전히 장악했다. 또한 그는 마르가레테와 이혼하고 벨러 4세의 손녀인 할리치의 쿠니군다와 재혼하여 양국간의 우정을 돈독히 했다.
케른텐 공국, 크라인 공국, 프리울리 변경백국, 빈디셰마르크(Windische Mark)로 확장해 나갔다. 1266년에는 에게를란트(Egerland)를 점령했고 1268년에는 케른텐의 울리히 3세(Ulrich III)와의 상속 계약을 체결하면서 케른텐, 크라인, 빈디셰마르크를 획득했다. 1272년에는 프리울리를 획득했다.

### 마지막 전투로 가는 길
1273년에는 신성 로마 제국의 황제를 선거가 실시되었지만 황제로 선출되지는 않았다. 1274년 11월 뉘른베르크에서 열린 신성 로마 제국 회의에서 루돌프는 프리드리히 2세가 사망한 이후에 바뀐 신성 로마 제국의 모든 영토를 원래 상태로 돌려놓을 것을 명령했다. 1275년 루돌프는 오타카르 2세를 신성 로마 제국의 적으로 규정하는 한편 빈의 호프부르크(Hofburg)에 있던 오타카르 2세의 거처를 포위했다. 1276년 11월 오타카르 2세는 조약에 따라 오스트리아와 인접한 공작령에 대한 모든 권리를 포기했다. 이에 따라 오타카르 2세가 소유한 영지는 보헤미아, 모라바만 남게 되었다.
1278년 8월 26일 신성 로마 제국의 황제였던 루돌프 1세와의 마르히펠트 전투(Marchfeld)에서 전사했다. 그의 왕위는 바츨라프 2세가 승계받았다. 그는 후세 시인들 사이에서 황금과 철의 왕, 불세출의 영웅으로서 칭송의 대상이 되었으며 특히 단테 알리기에리의 《신곡》 연옥편의 제7장에서 당대의 가장 뛰어난 영웅 중 한 사람으로 등장한다.